# Ondřej Chybík
Ondřej Chybík (* 27. dubna 1985 Brno) je český architekt a spoluzakladatel ateliéru CHYBIK + KRISTOF.

## Život
Vystudoval architekturu a urbanismus na VUT v Brně, TU Graz v Rakousku a na ETH Zürich ve Švýcarsku, pracoval ve vídeňském studiu PPAG. Jeho práce byla vystaveny v Museum of Modern Art v New Yorku v rámci výstavy Uneven Growth. Byl součástí mezinárodních porot architektonických soutěží nebo národních cen architektury v České republice a na Slovensku. Byl hostujícím kritikem na univerzitě Politecnico di Milano v Itálii. Spolu se studiem CHYBIK + KRISTOF získal řadu ocenění, včetně ceny Design Vanguard 2019 amerického časopisu Architectural Record.